# Незаконна торгівля
Незаконна торгівля – це виробництво або розповсюдження товарів чи послуг, які законодавство вважає незаконними. Вона включає торгівлю, яка є суворо незаконною в різних юрисдикціях, а також торгівлю, яка є незаконною в одних юрисдикціях, але законною в інших.
Незаконна торгівля може відбуватися як на чорних, так і на легальних ринках. Деякі з найважливіших видів незаконної торгівлі включають різні форми контрабанди, незаконну торгівлю наркотиками, підробку, торгівлю людьми, незаконну торгівлю тютюновими виробами, торгівлю зброєю, незаконну торгівлю культурними цінностями та різноманітні екологічні злочини, такі як незаконна торгівля дикими тваринами, незаконна торгівля, вирубка та незаконний вилов риби.

## Міжнародні ініціативи з боротьби з незаконною торгівлею
Хоча існує кілька міжнародних угод щодо боротьби з конкретними видами незаконної торгівлі, стверджується, що для ефективнішої боротьби з незаконною торгівлею необхідні міжгалузевий підхід, а також посилена співпраця та спілкування між зацікавленими сторонами.
У 2013 році ОЕСР створила Цільову групу з протидії незаконній торгівлі, яка зосереджується на розробці науково-обґрунтованих досліджень і координації міжнародної експертизи з кількісного визначення та картографування незаконних ринків.
З 2013 року Всесвітня митна організація готує щорічний звіт про незаконну торгівлю, який використовує дані про вилучення та тематичні дослідження для вивчення потоків незаконної торгівлі.
У лютому 2020 року ЮНКТАД провела Форум з питань незаконної торгівлі. Однією з головних тем заходу було оцінити, як незаконна торгівля негативно впливає на Цілі сталого розвитку.
Відповідно до Глобальної ініціативи проти транснаціональної організованої злочинності та Tradeslab, Світова організація торгівлі не тільки має досить обмежені інструменти для боротьби з незаконною торгівлею, але також може обмежити можливості держав боротися з нею.

## Заходи щодо незаконної торгівлі
Розглядаючи 12 різних незаконних ринків, Global Financial Integrity оцінила вартість незаконної торгівлі в 650 мільярдів доларів США в 2011 році.
У 2012 році UNODC підрахувало, що загальна вартість незаконної торгівлі транснаціональною організованою злочинністю становить 870 мільярдів доларів на рік.
У 2018 році The Economist Intelligence Unit розробив Глобальний індекс незаконної торгівлі, який оцінює структурні можливості 84 країн для боротьби з незаконною торгівлею.

## Дискусії та контраверсії
Декілька авторів та організацій стверджують, що глобалізація призвела до значного збільшення незаконної торгівлі, і що вона стала значною глобальною загрозою. Проте деякі автори стверджують, що незаконна торгівля не обов’язково зростала пропорційно до законної торгівлі, і що в поточній оцінці її важливості відсутній історичний погляд.